# Венецианско-словенский язык
Венециа́нско-слове́нский язы́к (также венецианско-словенский (литературный) микроязык; самоназвание: beneškoslovenski jezik, beneškoslovienski jezik) — региональный литературный язык, созданный на основе словенских говоров северо-восточной Италии (в области Фриули — Венеция-Джулия — в Юлийской Краине, в Терской и Недижской долинах). Первые попытки его формирования отмечались с конца XVIII века.
Численность носителей составляет около 9 тыс. человек.
В основе письменности венецианско-словенского языка лежит латинская графика.

## Классификация и диалектная основа
По терминологии А. Д. Дуличенко, венецианско-словенский является так называемым славянским микроязыком, или малым славянским литературным языком. По особенностям размещения языкового ареала венецианско-словенский включён в группу периферийно-островных микроязыков. Ареалы микроязыков этой группы выдвигаются за пределы основного языкового ареала и находятся частью в ином этноязыковом окружении (государственные границы условно превращают ареалы данных микроязыков в острова-анклавы). В случае с венецианско-словенским микроязыком его ареал размещается к западу от основного словенского ареала, отделяется от него границей Италии со Словенией и находится в иноязычном итальянском окружении.
Венецианско-словенский язык сформирован на базе южных говоров приморской диалектной группы. Говоры северной локализации этой диалектной группы послужили для создания ещё одного словенского литературного языка (микроязыка) на территории Италии — резьянского. Попытки создания регионального литературного языка на основе диалектов словенского языка предпринимались также в Венгрии — на базе прекмурских говоров паннонской диалектной группы был сформирован так называемый прекмурско-словенский язык.

## Социолингвистические сведения
Носителями словенских говоров, ставших основой венецианско-словенского литературного языка, являются представители этнорегиональной группы венецианских словенцев. Кроме неё в северо-восточной Италии выделяется также этнорегиональная группа резьян-словенцев, использующих резьянский литературный язык.
В Италии официальные функции словенского языка закреплены законодательно — на нём издаётся периодическая печать, он используется в образовании и некоторых других сферах. Для говорящих на венецианско-словенском характерно всеобщее итальянско-словенское двуязычие. Венецианские словенцы в достаточной степени владеют всеми формами итальянского языка, устной формой для официального общения и региональным интердиалектом для полуофициального общения. Фактически итальянский язык выполняет все те функции, которые характерны для словенского литературного языка в Словении (в Италии в настоящее время живёт целое поколение словенцев, не получивших образования на словенском). Этими причинами объясняется редкое употребление словенского литературного стандарта и сравнительно широкое использование местных словенских говоров, в том числе и в письменной форме. Литературный словенский язык используется в основном в среде интеллигенции (преподавателями словенских учебных заведений, работниками культуры, политическими деятелями и т. д.) с некоторыми диалектными отступлениями — неразличением гласных средне-верхнего и средне-нижнего подъёма, употреблением фрикативной согласной ɣ и т. д.
Венецианско-словенский язык не имеет широкого распространения среди итальянских словенцев, в функциональном отношении он является сравнительно слабым языком, употребляемым в минимальном количестве сфер. По данным А. Д. Дуличенко, на этом языке была создана художественная литература, издаётся периодика (журналы), отмечались попытки преподавания отдельных предметов в начальной школе. Кроме того, венецианско-словенский является языком литургии, а также используется словенцами в личной переписке.